# House of 1000 Corpses
House of 1000 Corpses är en amerikansk skräckfilm från 2003 i regi av Rob Zombie, med Sid Haig, Bill Moseley och Sheri Moon i rollerna.

## Handling
Två unga par reser genom Texas för att nedteckna bisarra folksagor. De finner sig på Kapten Spauldings (Sid Haig) bensinmack där de får rådet att åka till trädet där den lokala legenden Dr Satan hängdes. På väg dit stöter de på Baby Firefly (Sheri Moon Zombie) och deras hjul går sönder. Baby tar med dem till sitt hem där de stöter på resten av Familjen Firefly - en familj helt bestående av psykopater.

## Om filmen
I filmen finns alla stereotyper som brukar återfinnas i skräckfilmer: från monster som väcks upp av en mörk röst som talar latin (Sam Raimis The Evil Dead) till de fyra ungdomarna som flyr för sitt liv. Filmen fick senare uppföljaren The Devils Rejects.
Flera av de namn som används i filmen verkar vara en hyllning till Bröderna Marx: Namnen Kapten Spalding finns även i Muntra musikanter, Rufus T. Firefly medverkar i Fyra fula fiskar och Otis B. Driftwood i Galakväll på operan.

## Rollista
- Sid Haig — Kapten Spaulding
- Bill Moseley — Otis Driftwood
- Sheri Moon — Baby Firefly
- Karen Black — Mamma Firefly
- Chris Hardwick — Jerry Goldsmith
- Erin Daniels — Denise Willis
- Jennifer Jostyn — Mary Knowles
- Rainn Wilson — Bill Hudley
- Walton Goggins — Steve Naish
- Tom Towles — Löjtnant George Wydell
- Matthew McGrory — Tiny Firefly
- Robert Allen Mukes — Rufus 'R.J.' Firefly Jr.
- Dennis Fimple — Farfar Hugo Firefly
- Harrison Young — Don Willis
- William Bassett — Sheriffen Drake Huston
- Jake McKinnon — Professor Earl Firefly
- Walter Phelan — Doktor Satan
- Gregg Gibbs — Doktor Wolfenstein
- Rob Zombie — Doktor Wolfensteins assistent/Doktor Satans röst